# Christian Sundermann
Christian Sundermann (* 3. März 1958 in Berlin) ist ein deutscher Beamter (SPD). Er war von August 2009 bis zum 31. Januar 2012 Staatssekretär in der Senatsverwaltung für Finanzen im Land Berlin. Zuvor war er von 2006 bis 2009 Staatssekretär im Ministerium der Finanzen des Landes Sachsen-Anhalt.

## Leben und Beruf
Nach seinem Studium der Rechtswissenschaften, Politikwissenschaft und Neueren Geschichte, schloss er 1988 als Diplom-Politologe in der FU Berlin ab. 1990 promovierte er zum Dr. phil. und war von Januar 1991 bis Juli 1994 persönlicher Referent des SPD-Fraktionsvorsitzenden von Sachsen-Anhalt, Reinhard Höppner.
Von Januar 1998 bis Juni 2003 arbeitete Sundermann in der Landesvertretung Sachsen-Anhalt in Berlin, wo er ab September 1999 Dienststellenleiter war. Von Juli 2003 bis Juni 2005 war Sundermann in das Bundesministerium für Verkehr, Bau- und Wohnungswesen, Abteilung Aufbau Ost abgeordnet.
Anschließend war er bis zum Regierungswechsel im April 2006 Leiter der Zentral- und Rechtsabteilung im sachsen-anhaltischen Ministerium für Wirtschaft und Arbeit.
Sundermann ist verheiratet und hat zwei Kinder.

## Ämter
Nach der Landtagswahl 1994 und der von der PDS tolerierten rot-grünen Koalition (siehe Magdeburger Modell) war Sundermann bis Dezember 1997 Leiter des Büros des Ministerpräsidenten Reinhard Höppner.
Nach der Landtagswahl 2006 kam es zur Bildung einer schwarz-roten Koalition. Sundermann wurde daraufhin Staatssekretär im von Jens Bullerjahn geführten Ministerium der Finanzen. Am 18. Februar 2009 ließ sich Christian Sundermann nach unüberbrückbaren Meinungsverschiedenheiten mit Jens Bullerjahn in den einstweiligen Ruhestand versetzen.
Am 14. Juli 2009 wurde bekannt, dass Sundermann Klaus Teichert (SPD) ab 1. August 2009 als Finanzstaatssekretär in Berlin nachfolgt. Zum 31. Januar 2012 wurde Sundermann wiederum in den einstweiligen Ruhestand versetzt. Seine Nachfolge bei der Senatsverwaltung für Finanzen des Landes Berlin trat zum 1. Februar 2012 Margaretha Sudhof an.